# George Anson (1797–1857)
George Anson, född 1797, död 1857, var en brittisk militärbefälhavare och politiker (Whigs). Han är känd för sin tjänstgöring under sepoyupproret 1857.